# Neoregelia camorimiana
Neoregelia camorimiana är en gräsväxtart som beskrevs av Edmundo Pereira och I.A.Penna. Neoregelia camorimiana ingår i släktet Neoregelia och familjen Bromeliaceae. Inga underarter finns listade i Catalogue of Life.